# Sheridan (álbum)
Sheridan é o álbum de estreia da cantora e atriz inglesa Sheridan Smith. Foi lançado pela East West em 3 de novembro de 2017 e estreou na 9ª posição na parada de álbuns UK Albums Chart.
Os detalhes do álbum foram anunciados pela primeira vez em agosto de 2017, com Smith posteriormente confirmando Sheridan como título do disco em outubro. Para coincidir com seu lançamento, ela apareceu em um especial de televisão para a ITV, também intitulado Sheridan, no qual ela conversou com o comediante Alexander Armstrong e cantou faixas do álbum. O álbum recebeu uma recepção mista. Smith também anunciou que embarcaria em uma turnê pelo Reino Unido em 2018.

## Faixas
| N.º            | Título                               | Duração |  |
| 1.             | "Crazy"                              | 3:25    |  |
| 2.             | "Anyone Who Had a Heart"             | 3:27    |  |
| 3.             | "City of Stars"                      | 3:20    |  |
| 4.             | "Mad About the Boy"                  | 3:55    |  |
| 5.             | "I Smell a Rat"                      | 2:32    |  |
| 6.             | "Dinner at Eight"                    | 4:22    |  |
| 7.             | "Superstar"                          | 3:49    |  |
| 8.             | "Hurt"                               | 3:36    |  |
| 9.             | "Addicted to Love"                   | 4:45    |  |
| 10.            | "My Man"                             | 3:10    |  |
| 11.            | "For Forever"                        | 4:33    |  |
| 12.            | "And I Am Telling You I'm Not Going" | 4:34    |  |
| Duração total: | Duração total:                       | 45:31   |  |

## Recepção
Dando ao disco sete de dez estrelas (), Kerri-Ann Roper do Belfast Telegraph elogiou o álbum por "[adicionar] outro entalhe impressionante aos muitos talentos de [Smith]", destacando sua versão de And I Am Telling You I'm Not Going de Jennifer Hudson como "provavelmente uma das músicas mais impressionantes [que] ela faz dela com bastante facilidade e delicadeza". Descrevendo Sheridan como "um álbum de versões cover que varia descontroladamente entre os estilos de canto; menos como interpretação do que imitação às vezes", Martin Townsend do Sunday Express deu ao álbum duas de cinco estrelas (). No entanto, Townsend sentiu que Smith havia encontrado o que ele chamava de sua "própria" voz, uma "Jantar às oito" de Rufus Wainwright.

## Charts
| Chart (2017)                        | Melhor posição |
| ----------------------------------- | -------------- |
| Escócia (Official Scottish Albums)  | 11             |
| Reino Unido (Official Albums Chart) | 9              |